# Elżbieta Cichocka
Elżbieta Mieczysława Cichocka (ur. 2 lipca 1938 w Warszawie) – polska entomolog, afidolog.

## Życiorys
W 1956 roku ukończyła Liceum Ogólnokształcące im. Jarosława Dąbrowskiego. W 1961 uzyskała w SGGW stopień magistra inżyniera na podstawie pracy "Chemiczne zwalczanie skorupika jabłoniowego Lepidosaphes ulmi L. (Coccoidea, Disapididae)", w 1968 obroniła doktorat "Morfologia i biologia bawełnicy wiązowo-porzeczkowej Eriosoma (Schizoneura) ulmi L.", w 1984 habilitowała się na podstawie rozprawy "Cykle roczne i wpływ mszyc na rośliny żywicielskie". W 1992 została profesorem nadzwyczajnym w SGGW, a w 1994 profesorem zwyczajnym nauk rolniczych. Prowadziła badania nad składem gatunkowym, bionomią i szkodliwością mszyc (Aphidinea) oraz ich wpływem na zawartość składników w roślinie, wymianę gazową, plon i jakość roślin. Badała mszyce zasiedlające rośliny sadownicze i użytkowe, a także prowadziła badania dotyczące wpływu skażeń na mszyce zasiedlające drzewa ozdobne w terenach miejskich. Badała także zachowanie się mszyc podczas żerowania z wykorzystaniem metody EPG (Electrical Penetration Graph). Ponadto prowadziła obserwacje dotyczące występowania wrogów naturalnych mszyc oraz ich wpływu na liczebność mszyc.
Elżbieta Cichocka opracowała skład gatunkowy mszyc zasiedlających rośliny sadownicze i warzywne, powiązała mszyce z ich żywicielami, liczebność ze szkodliwością. Jej dorobek naukowy obejmuje ponad 100 publikacji oraz podręczniki i skrypty akademickie. Jest autorką kluczy do oznaczania mszyc. Była członkiem Rady Naukowej Poleskiego Parku Narodowego. Odznaczona Medalem Komisji Edukacji Narodowej. Otrzymała także zespołową nagrodę Ministra Rolnictwa.